# Шоурум
Шоурум е голямо помещение и се използва за показване продукти за продажба, като автомобили, мебели, уреди или облекло.
Шоурум е магазин на фирмата, в която продуктите са създадени за продажба само от тяхната марка или фирма.
Шоурумове съществуваха и по време на плановата икономика преди 1989 година и се наричаха асортиментни кабинети. В тях обаче не се извършваха продажби, а служеха като изложбени зали и места за договаряне на стоки с български и чуждестранни търговци. За продажби на дребно се използваха специализирани фирмени магазини, с каквито разполагаха повечето производствени предприятия.
Онлайн шоурум е онлайн пространство, в което бизнесът представя продуктите си на клиентите.